# Hugh Longbourne Callendar
Hugh Longbourne Callendar FRS (Hatherop, 18 de abril de 1863 — 21 de janeiro de 1930) foi um físico britânico.
Foi o filho mais velho do reverendo anglicano Hugh Callendar. Irmão de Guy Stewart Callendar, casou com Victoria Mary Stewart em 1894.
Em 1893 foi professor de física na Universidade McGill, em Montreal, Canadá. Foi sucedido nesta cátedra por Ernest Rutherford.
Projetou os primeiros experimentos com raio-X no Canadá, que produziram imagens satisfatórias, usadas em hospitais. Seus interesses e hobbies incluiram astronomia, estudos da natureza, tiro esportivo, ginástica, futebol e artesanato.
Dentre as invenções de Callendar esta um termômetro com registro em papel, permitindo coletar dados sobre a temperatura por longos períodos.